# Сухарев, Моисей Моисеевич
Моисей Моисеевич Сухарев — основатель села Моисеевка (ныне Заларинский район, Иркутская область).

## Биография
Происходил из служилых людей и первоначально жил в окрестностях реки Ангара. Был купцом.
Позже проживал в Тагне, имел четверых сыновей.
Годы жизни точно неизвестны. В 1773 году в метрической книге Николаевской церкви Заларинской слободы упоминается Осип Моисеевич Сухарев, которому на тот момент было 72 года (то есть родился в 1700 или 1701 году). Однако, годом основания села Моисеевка, основанного Сухаревым, считается 1907 год, хотя есть данные, что село Моисеево существовало ещё в 1800 году.

## В культуре
В августе 2017 года в селе Моисеевка, основанном Сухаревым, проводился праздник в честь 110-летнего юбилея села. Первой частью праздника был Фестиваль вареников. Следом за фестивалем состоялось торжественное открытие Дня села. На сцене появилась лодка, в которой плыл Моисей Сухарев, роль которого исполнил житель Моисеевки Юрий Паук.